# Čečavački Vučjak
Čečavački Vučjak falu Horvátországban Pozsega-Szlavónia megyében. Közigazgatásilag Bresztováchoz tartozik.

## Fekvése
Pozsegától légvonalban 15, közúton 17 km-re, községközpontjától légvonalban 9, közúton 11 km-re nyugatra, Szlavónia középső részén, a Psunj-hegység lejtőin, a Brod-patak partján fekszik.

## Története

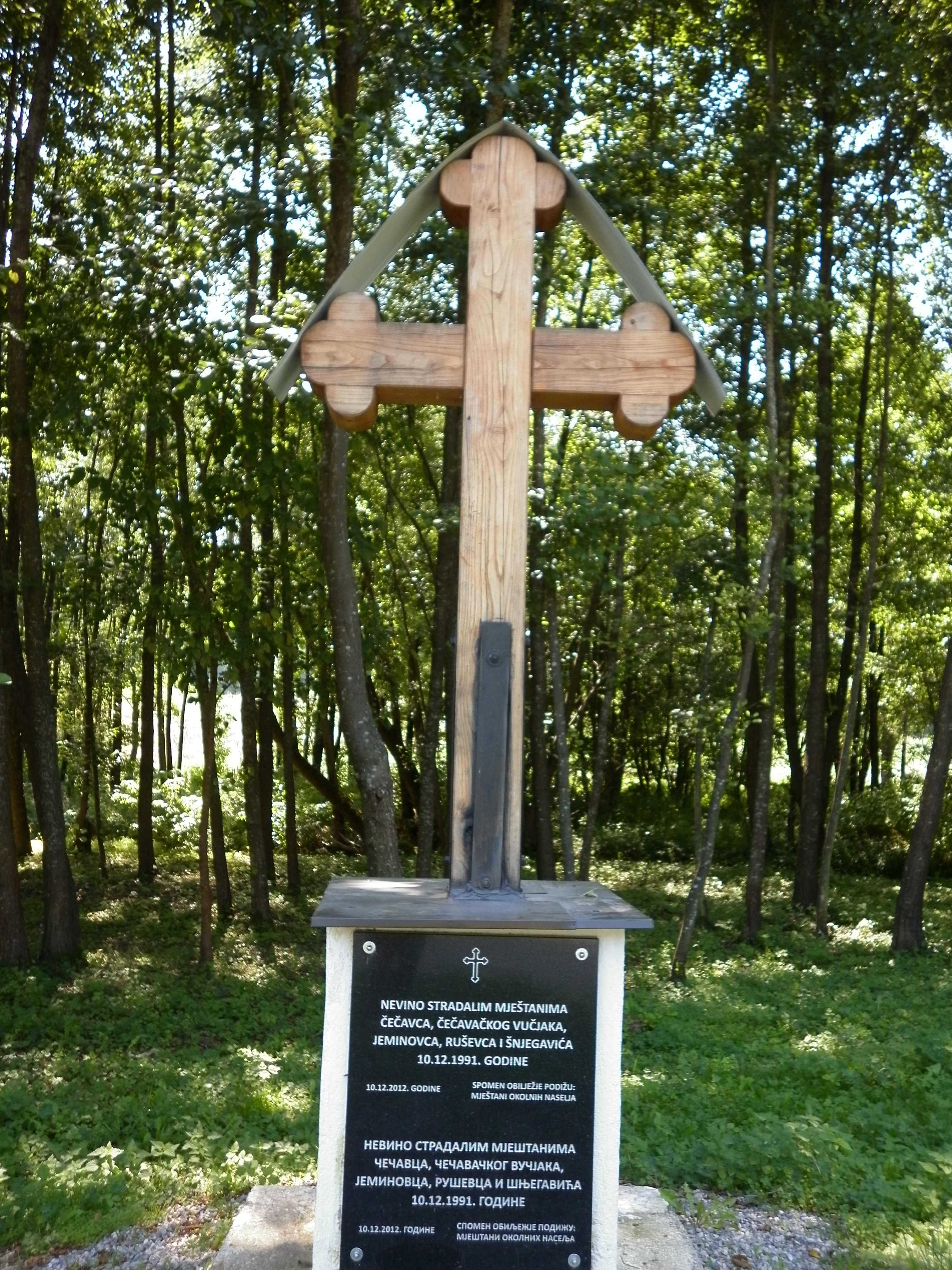
Az 1991-ben meggyilkoltak emlékműve

A települést 1279-ben „Wlchyak” alakban egy „Yelseucha” nevű birtok szomszédjaként említik először abban az okiratban, melyben a Borics nembeli Zavida fia Gergely elcseréli itteni birtokát a rudinai apátság egyik birtokával. A rudinai bencés apátság uradalmához tartozott. A falunak török uralom idején muzulmán lakossága volt, akik a felszabadítás során Boszniába távoztak, majd Boszniából érkezett pravoszláv vlachok telepedtek meg itt. 1698-ban „Vucsiak” néven 11 portával szerepel a török uralom alól felszabadított szlavóniai települések összeírásában. Az első katonai felmérés térképén „Dorf Vucsiak” néven látható. Lipszky János 1808-ban Budán kiadott repertóriumában „Vuchiak” néven szerepel. Nagy Lajos 1829-ben kiadott művében „Vuchiak” néven 46 házzal és 382 ortodox vallású lakossal találjuk. 1857-ben 331, 1910-ben 254 lakosa volt. 1910-ben a népszámlálás adatai szerint lakosságának 89%-a szerb, 11%-a olasz anyanyelvű volt. Pozsega vármegye Pozsegai járásának része volt. Az első világháború után 1918-ban az új szerb-horvát-szlovén állam, majd később (1929-ben) Jugoszlávia része lett. Az áramot 1967-ben vezették be a településre. 1991-ben lakosságának 85%-a szerb nemzetiségű volt. A horvátországi háború során 1991. október 29-én a Horvát Hadsereg lakosságát elűzte, az otthonmaradt, többnyire idős embereket lemészárolták. 
 2011-ben 23 lakosa volt.

## Lakossága
| Lakosság változása | Lakosság változása | Lakosság változása | Lakosság változása | Lakosság változása | Lakosság változása | Lakosság változása | Lakosság változása | Lakosság változása | Lakosság változása | Lakosság változása | Lakosság változása | Lakosság változása | Lakosság változása | Lakosság változása | Lakosság változása |
| ------------------ | ------------------ | ------------------ | ------------------ | ------------------ | ------------------ | ------------------ | ------------------ | ------------------ | ------------------ | ------------------ | ------------------ | ------------------ | ------------------ | ------------------ | ------------------ |
| 1857               | 1869               | 1880               | 1890               | 1900               | 1910               | 1921               | 1931               | 1948               | 1953               | 1961               | 1971               | 1981               | 1991               | 2001               | 2011               |
| 331                | 347                | 290                | 151                | 214                | 254                | 223                | 270                | 256                | 252                | 229                | 193                | 146                | 127                | 4                  | 23                 |

## Nevezetességei
Középkori templomának romjai 1702-ben még látszottak.